# 法門寺

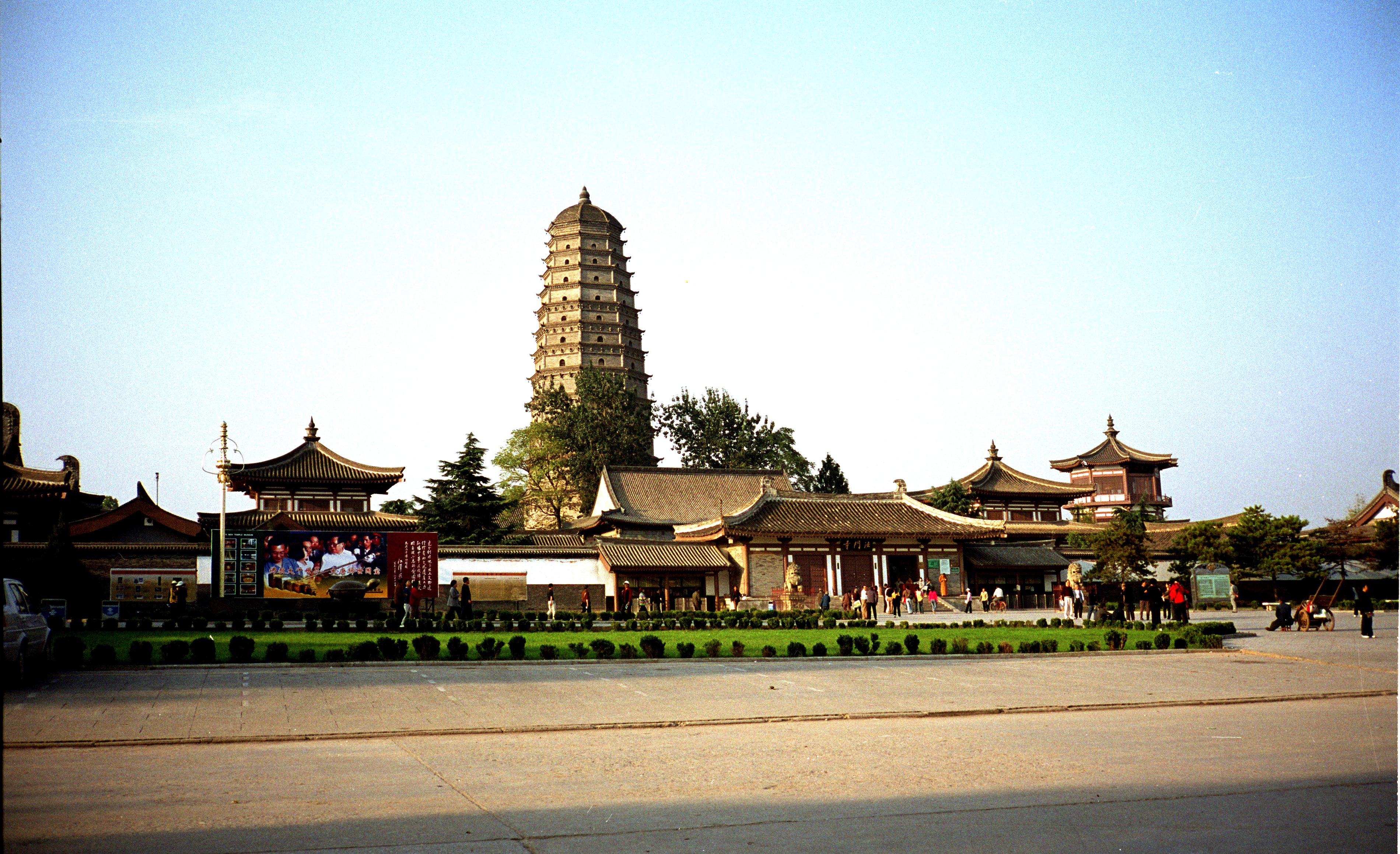
法門寺

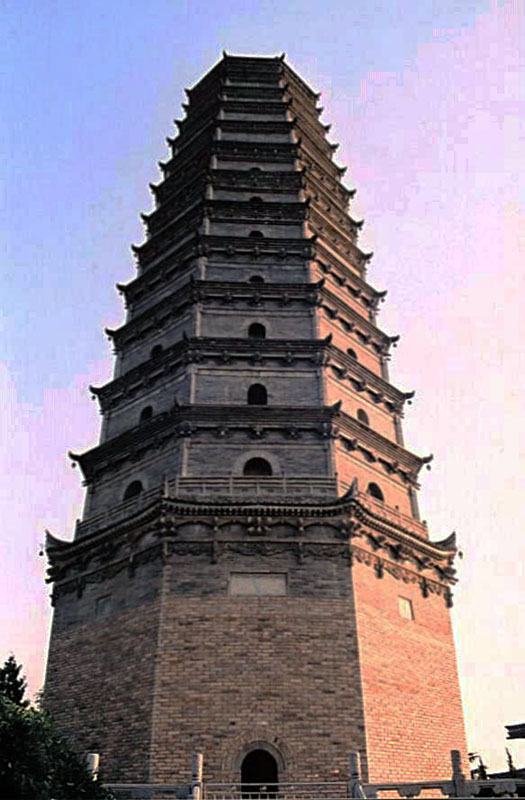
法門寺塔

法門寺（ほうもんじ）は、中国の陝西省宝鶏市の扶風県法門鎮にある古刹である。

## 歴史
北周以前には阿育王寺と呼ばれ、その塔は阿育王塔と呼ばれていた。北周の武帝の廃仏によって、当寺もまた廃毀された。
隋朝が興ると、文帝は仏教を尊崇し、当寺も再建されたが、北魏時代の結構を回復することはできず、また寺の名は成実道場と改められた。その後、隣接する宝昌寺に編入された。
初唐には既に、阿育王塔が古代インドのアショカ王が全世界に建立した八万四千の塔の一つであるという信仰が根付いていた。武徳元年（618年）には、寺を宝昌寺から独立させ、寺の名を法門寺と改めた。
貞観5年（631年）に、張亮によって塔が修復され、顕慶5年（660年）には、高宗が宝塔内の仏舎利を東都洛陽の宮中に迎えて法要を行なった。併せて塔の修復も行なった。これは、その仏舎利を30年に1度だけ開函し、供養したならば多大な功徳が得られ、国家安泰を得るという伝承を受けたものである。ただ、この事業を推進した立役者は武則天であると考えられている。
その後、則天の子である中宗は、阿育王塔に対して、真身宝塔の名を奉っている。また、中宗の皇后で「武韋の禍」で知られる韋后らは、髪をおろして塔に施入している。景龍4年（710年）には、寺名を聖朝無憂王寺と、塔名を大聖真身宝塔と改めている。
元和14年（819年）には、憲宗が仏舎利を長安に迎えることを計画し、それに対して韓愈が「論仏骨表」を上提して、その非を訴えた。が、受け入れられず、仏舎利は盛大な法会と共に長安に迎えられ、韓愈は広東省に左遷された。
開成3年（838年）には、寺名を法雲寺と改めたが、短期間で法門寺に復している。
会昌の廃仏の時には、法門寺も被害を受けたが、懿宗代に盛大な法会と共に仏舎利を長安に奉迎し、法門寺を盛大に修復した。
1956年8月には、第一批重点文物保護単位として認定されたが、文化大革命時期に、紅衛兵によって諸堂や諸像が破壊された。時の住職であった良卿法師は、宝塔や伽藍を守ろうとして真身宝塔前で焼身を図り、その他の僧侶らも迫害され、寺は「扶風県無産階級造反派臨時総指揮部」となった。
1979年、陝西省が大雄宝殿と銅仏閣を修復した時、地中から唐代の遺物が出土した
1981年8月4日夜半、真身宝塔の半分が大雨によって崩壊した。1985年、陝西省政府が真身宝塔を再建することを決定した。1987年4月3日、真身宝塔の地下にあった地下宮殿が開かれ、稠密な彫金を施した幾重もの宝函に収められた4粒の舎利などの大量の貴重な文物が出土し、歴史考古学上の一大事件となった。遺物の大半は、懿宗代に奉納されたものであった。塔は1988年10月に竣工し、同年11月9日に法門寺博物館が開館した。
中国の5A級観光地（2014年認定）である。